# Los invitados
Los invitados és una pel·lícula de l'any 1987, dirigida per Víctor Barrera i protagonitzada per Amparo Muñoz i Pablo Carbonell. Està basada en la novel·la homònima d'Alfonso Grosso sobre el crim no resolt del mas de Los Galindos (Paradas, a la província de Sevilla) en 1975. La pel·lícula va generar protestes a Paradas, es van denunciar els autors per calúmnia i fins i tot en van demanar la prohibició.

## Argument
La màfia anglesa de la droga, en ser expropiats les seves plantacions de marihuana al Marroc, decideix enviar un dels seus al sud d'Espanya per a comprar noves terres per conrear la droga, vora Carmona. L'enviat, un exlegionari, simula una avaria en el seu Jaguar i arriba fins a un mas andalús, on es guanya la confiança del capatàs, també exlegionari. El capatàs, amb l'ajuda de la seva amant i del promès d'aquesta, sembra la marihuana enmig d'un gran cotoner. Però quan estan a punt de recollir la collita, l'esposa del capatàs, per escrúpols de consciència, convenç al seu marit perquè incendiï el camp de droga.

## Repartiment
- Amparo Muñoz: La Catalana
- Pablo Carbonell: Tony, el Inglés
- Raúl Fraire: El Capataz
- Lola Flores: La Capataza
- Pedro Reyes: Tractorista
- Sonia Martínez: Beatriz
- Idilio Cardoso: Pedro
- Antonio Somoza: Pereira
- María Luisa Borruel: María
- Ignacio del Amo
- Mabel Escaño: La Roja

## Premis
- II Premis Goya 1988: Raúl Alcover, nominació a Millor música.[3]